# N.SSign
n.SSign（エンサイン、朝: 엔싸인）は韓国の7人組ボーイズグループ。グループ名は『net of Star Sign』の略語で『星座の連結（星の繋がり）』という意味。n.CHエンターテインメント所属。公式ファンダム名はCOSMO（コスモ、朝: 코스모）。

## 概要
2022年5月19日から8月4日まで、韓国のChannel Aと日本のABEMAで同時に放送された、世界規模の日韓男女グローバルオーディションプロジェクト番組『青春スター』の「アイドル派」の決勝進出メンバー７人（カズタ、ヒョン、ドハ、ジュニョク、ソンユン、ハンジュン、ヒウォン）によって結成された。その後この７人組でオーディションTOPの座を勝ち取った。
結成当初のグループ名であるN.ssign（旧称）は『New Star Sign』の略字で、「星が１つだけでは星座（＝スターサイン）が作れないように、7人で新しい星座を作っていく」という意味が込められていると発表された。
2022年10月11日、LINE LIVEでグループ名n.SSignの”n”は「network」のｎでもあり、「ファンのみんなと繋がっている」という意味が込められていることが発表された。その後、グループ名であるn.SSignは『net of Star Sign』の略であるとしている。
2023年6月30日、活動期間は2年間のプロジェクトグループの予定であったが、持続可能なグループとして継続することが発表された。また、長期的な活動を進めるために新たに3人の追加メンバーを迎え入れ、10人体制で活動していくことが発表された。韓国国籍６人と日本国籍１人の７人に、台湾国籍１人（ロレンス）、オーストラリア国籍１人（ロビン）、アメリカ国籍１人（エディ）の国際色豊かな３名が追加され多国籍10人組グループとなった。
2023年8月9日のデビューショーケースでは、グループ名であるn.SSignは『net of Star Sign』の略語で『星座の連結（星たちの繋がり）』という意味であり、「星を集めると星座になり、星座を繋げると宇宙ができるように、僕らとCOSMOが繋がれば無限の力を発揮できる」という意味が込められていると発表された。
2023年11月29日にビクターエンターティメントよりシングル「NEW STAR」で日本デビューが発表された。

## 略歴

### 2022年
- 7月28日、『青春スター』の準決勝で、最終話の決勝戦に進出する”TOP7”が決まった際、「アイドル派」の中から決勝戦に進出する7人が決定した。
- 8月1日、NAVER NOW.で配信されている『godのランチアタック』に出演した。
- 8月4日、最終話の生放送開始直後に「アイドル派」7人のグループ名が「N.ssign」だと発表され、決勝戦1RでSHINeeの”Sharlock”、2RでBTSの"Spring Day" ＋ DEUXの”여름 안에서 (In Summer)”をパフォーマンスし、”TOP7”の7組の中で優勝した。
- 8月12日、グループ名を「n.SSign」に変更したことが公式に発表され、また、n.CHエンターテインメントとのマネージメント契約が成立したことも発表された。初のV LIVE配信を『青春スター』の”TOP7”の6人と共に行った。
- 8月21日、『青春スター』の最終話でパフォーマンスした「In Summer（여름 안에서）」の”Performance Ver”と”Radio Edit Ver”が「청춘스타 Special Album（青春スターのコンピレーションアルバム）」の一曲として配信された。なお、「In Summer（여름 안에서）」はDEUXの歌のカバーである。
- 8月23日、韓国のプラットフォーム「UNIVERSE」にて、『青春スター』の”TOP7”の6人と共に公式アカウントが「Star's Awakening」内で開始された。
- 8月25日、n.SSign単独では初のV LIVE配信が行われた（ユン・ドハは体調不良のため欠席）。リーダーは日本人メンバーのカズタと発表された。更には配信内で、韓国のアプリ「DaumCafe」内で『青春スター』”TOP7”のファンカフェが開始することも発表された。
- 9月2日、公式SNSが発表された。
- 9月17日、オリンピック公園で行われた「YOUTHDAY BASKING」に参加し、「SUPER JUNIOR - SORRY, SORRY」と、「DEUX - 여름 안에서 (In Summer)」のカバーパフォーマンスをした。なお、チョン・ソンユンは9月16日にコロナウイルス陽性反応が出たと公式から発表があった為、欠席した。
- 9月20日、NAVER NOW.で配信されている『꿈이야 It's A Dream』（MCはDKZのジェチャン）に出演。
- 10月7日、「青春スター×15th KMF 2022」の為に、n.SSignは『青春スター』の”TOP7”の6人と共に来日した。10月8日に豊洲PITで、10月10日にZepp Sapporoで、公演は昼夜の2回ずつ行われた。10月8日の公演の夜の部は、ABEMAでも有料会員向けに生配信された。
- 12月4・9日パシフィコ横浜、12月11日・大阪オリックス劇場にて、「n.CH WORLD Live 2022 in Japan」に参加した。

### 2023年
- 1月2日、スペシャルアルバム『Woo Woo (이게 말이 돼?)』が、各種オンライン音源サイトでリリース。
- 1月14日、ソウル市ユンダンアートホールで韓国での初のファンミーティングが行われた。
- 2月11日、「第73回さっぽろ雪まつり＆札幌市制100周年記念 15th K-POP FESTIVAL」に出演。
- 2月18日、埼玉県所沢市のところざわサクラタウン ジャパンパビリオン ホールAにて、「n.SSign 1ST JAPAN FANMEETING 'SALTY' produced by ABEMA」が行われた。
- 2月25日から3月26日まで、日本の5か所のZeppで『n.SSign 1st Zepp Tour "net of Star Sign"』が行われた。（2月25日に名古屋、2月26日に大阪、3月4日に札幌、3月21日に福岡、3月25日と26日に東京）
- 4月18日、プレデビューミニアルバム『SALTY』をリリース。
- 5月27日、プレデビューミニアルバムリパッケージ『Monologue』をリリース。
- 7月1日、所属事務所n․CHエンターテインメントはn.SSignが2年のプロジェクトグループから、継続可能なグループとしてチームを維持すると明らかにした。また、3人の新メンバー（エディ、ロビン、ロレンス）を追加し、10人体制とすることを発表した[5]。
- 7月31日、デビュー(1st)ミニアルバム『BIRTH OF COSMO』から『Higher』を先行リリース。日本においては、iTunes デイリーチャートで4位を記録した[6]。
- 8月9日、デビュー(1st)ミニアルバム『BIRTH OF COSMO』をリリース[7]、発売当日は京畿道光明市のivexスタジオで発売記念ショーケースが行われた[8]。日本の iTunes 総合アルバムデイリーチャート1位[9]、オリコンの週間チャート6位を記録した[10]。
- 11月11-12日、『1st ARENA CONCERT "BIRTH OF COSMO"』を東京・有明アリーナで開催[11]、3公演で2万4千人[12]を集客した。
- 11月29日、日本1stシングル『NEW STAR』[13]で日本デビュー[14]。

### 2024年
- 2月15日、2ndミニアルバム『Happy &』をリリース[15]。2023年10月9日より健康上の理由で活動を休止していたドハはアルバムの準備は全て終えたが、ショーケースや音楽番組などの活動は不参加となった[16]。
- 7月18日、2ndミニアルバムリパッケージ『Tiger』をリリース[17]。
- 8月5日、2023年7月5日より健康上の理由で活動を休止していたヒョンの脱退を発表[18]。
- 10月9日、日本2ndシングル『EVERBLUE』をリリース[19]。
- 12月8日、健康上の理由で活動を休止していたジュニョクとエディの脱退を発表[20]。
- 12月30日、3rdミニアルバムを『Love Potion』をリリース。また2023年10月9日より健康上の理由で活動を休止していたドハが復帰した[21]。2025年1月2日に開かれる予定だったショーケースは12月29日に起きた済州航空旅客機墜落事故 の国家哀悼期間に合わせて犠牲者を追悼するため中止となった。ただし、ミニアルバムの発売は延期することができず、やむを得ず予定通りの発売となった[22]。タイトル曲「Love Potion (백일몽; 白日夢)」は、2025年1月10日放送の『ミュージックバンク』にて、初の音楽番組1位を獲得 [23]。

## メンバー
| 名前                     | 本名                 | 本名         | 本名            | 本名      | 生年月日               | 出身地                                         | 血液型 | 身長  | MBTI            | ポジション                              | 備考 |
| 名前                     | 仮名                 | ハングル     | 英字            | 漢字      | 生年月日               | 出身地                                         | 血液型 | 身長  | MBTI            | ポジション                              | 備考 |
| ------------------------ | -------------------- | ------------ | --------------- | --------- | ---------------------- | ---------------------------------------------- | ------ | ----- | --------------- | --------------------------------------- | --- |
| カズタ KAZUTA 카즈타     | ちねんかずた         | 치낸 카즈타  | Chinen Kazuta   | 知念 和汰 | 1997年12月31日（27歳） | 日本 沖縄県                                    | O      | 177cm | ISFJ （擁護者） | リーダー メインダンサー、リードボーカル | - 「マンネの様なリーダー」 - 「セクシーパワーダンサー」 - n.CHエンターテインメントの練習生として『青春スター』に参加。 - 『青春スター』予選で番組最高得点を獲得した。 - 『SULA』という、カズタが監修しているファッションブランドがある。 - EXPG沖縄校の生徒（vocal）だった。 - 学生時代に9年間バスケットボールをしていた。 |
| ドハ DOHA 도하           | ユン・ドハ           | 윤도하       | Yun Doha        | 尹度賀    | 2001年9月27日（23歳）  | 大韓民国 光州広域市                            | AB     | 174cm | INFJ （提唱者） | メインボーカル                          | - 「セクシーポニョ」 - MBCのサバイバル番組 ｢UNDER19｣にユン・テギョンという名前で出演。 |
| ソンユン SUNGYUN 성윤    | チョン・ソンユン     | 정성윤       | Jung Sungyun    | 鄭墭允    | 2002年8月5日（23歳）   | 大韓民国 釜山広域市                            | A      | 172cm | ISTJ (管理者)   | リードボーカル、リードダンサー          | - 「訛りプリンス」 |
| ロビン ROBIN 로빈        | ロビン・ジンフ・アン | 로빈 진후 안 | Robin Jinhoo An |           | 2003年4月3日（22歳）   | オーストラリアニューサウスウェールズ州シドニー |        | 174cm | ISTP (巨匠)     | ラッパー                                | - Mnet『CAP-TEEN』に出演。 - Mnet『TO BE WORLD KLASS』に出演。 - n.CHエンターテインメントの練習生として『青春スター』に参加。 - AbemaTV『花束とオオカミちゃんには騙されない』に出演。 |
| ハンジュン HANJUN 한준   | イ・ハンジュン       | 이한준       | Lee Hanjun      | 李漢俊    | 2003年8月28日（21歳）  | 大韓民国 京畿道富川市                          | B      | 181cm | ESTP (起業家)   | メインダンサー、リードボーカル          | - 「わんぱくボーイ」「赤ちゃんトラ」「ひよこ」 - Mnet『CAP-TEEN』に出演。 - n.CHエンターテインメントの練習生として『青春スター』に参加。 |
| ロレンス LAURENCE 로렌스 | ファン・イージァ     | 팡이지아     | Fang Yi Jia     | 方毅家    | 2003年11月7日（21歳）  | 台湾新北市                                     |        | 183cm | ENFJ (主人公)   | ボーカル                                | |
| ヒウォン HUIWON 희원     | チャン・ヒウォン     | 장희원       | Jang Huiwon     | 張熹援    | 2003年11月11日（21歳） | 大韓民国 大田広域市                            | A      | 174cm | INTP (論理学者) | サブボーカル                            | - 「MC担当のマンネ」「ヤバラバヒウォン」 - 「皆のビタミン」「皆の幸せ」 - SBS『LOUD』に出演。 - 2021年、KOKTVとWatchaのドラマ『@アカウントを削除しました（User Not Found）』にTaehyung役で出演。 |

### 元メンバー
| 名前                     | 本名                                 | 本名                    | 本名                      | 本名   | 生年月日               | 出身地                         | 血液型 | 身長  | MBTI            | ポジション                   | 備考 |
| 名前                     | 仮名                                 | ハングル                | 英字                      | 漢字   | 生年月日               | 出身地                         | 血液型 | 身長  | MBTI            | ポジション                   | 備考 |
| ------------------------ | ------------------------------------ | ----------------------- | ------------------------- | ------ | ---------------------- | ------------------------------ | ------ | ----- | --------------- | ---------------------------- | --- |
| ヒョン HYUN 현           | パク・ヒョン                         | 박현                    | Park Hyun                 | 朴晛   | 2001年1月5日（24歳）   | 大韓民国ソウル特別市江南区     | B      | 185cm | ISFP （冒険家） | サブボーカル                 | - 「赤ちゃんキリン」 - 元CUBEエンターテインメントの練習生。 - 元々サッカー少年で、スペインのチームからスカウトされた経験がある。 - 2024年8月5日に脱退を発表。                                                                                               |
| エディ EDDIE 에디        | エドワード・ソロモン・テウォン・キム | 에드워드 솔로몬 태원 킴 | Edward Solomon Taewon Kim |        | 2001年7月10日（24歳）  | アメリカ合衆国カリフォルニア州 |        | 177cm | INFJ （提唱者） | ラッパー                     | - 「魅力的ラッパー」「格好いいラッパー」 - カリフォルニアのペパーダイン大学で経営学を専攻している。（現在休学中） - コロナ禍により米国が危機的状況となった為、大学を休学して渡韓した。 - 趣味はサーフィン、ゴルフ、映画鑑賞。 - 2024年12月8日に脱退を発表。 |
| ジュニョク JUNHYEOK 준혁 | ヤン・ジュニョク                     | 양준혁                  | Yang Junhyeok             | 梁畯赫 | 2001年12月26日（23歳） | 大韓民国 京畿道水原市          | B      | 173cm | ENTP （討論者） | サブボーカル、リードダンサー | - 「サイタマ監督」「ネコ監督」「ニャン・ジュニョク」 - ボーイズグループ、withus（英語サイト）のメンバーでもある。 - 子供の頃にテコンドーやドラムを習っていた。 - 2024年12月8日に脱退を発表。                                                                |

## ディスコグラフィ

### 韓国

#### ミニアルバム
| No.       | タイトル                        | 収録曲 |
| --------- | ------------------------------- | --- |
| PRE DEBUT | SALTY （2023年2月19日）         | 1. Salty 2. BOUNCE! 3. 필요해 (Need U) 4. Beautiful 5. Salty (Inst.) 6. BOUNCE! (Inst.) 7. 필요해 (Need U) (Inst.) 8. Beautiful (Inst.) |
| DEBUT     | BIRTH OF COSMO （2023年8月9日） | 1. Higher 2. 웜홀 (Wormhole: New Track) 3. SPICE 4. Melody 5. Home                                                                      |
| 2nd       | Happy & （2024年2月15日）       | 1. Happy & 2. FUNK JAM 3. LOVE, LOVE, LOVE LOVE LOVE! 4. BLACK DOWN 5. Memories of us                                                   |
| 3rd       | Love Potion （2024年12月30日）  | 1. Apocalypse (:Superego) 2. Love Potion (백일몽; 白日夢) 3. Running After Love 4. Pit a Pat 5. XOXO (Complete Me)                      |

#### リパッケージアルバム
| No.          | タイトル                    | 収録曲 |
| ------------ | --------------------------- | --- |
| PRE DEBUT Re | Monologue （2023年5月27日） | 1. Monologue 2. Woo Woo (이게 말이 돼?) (Acoustic ver.) 3. Salty 4. BOUNCE! 5. 필요해 (Need U) 6. Beautiful 7. Woo Woo (이게 말이 돼?) 8. 너만 빼고 다 있어 (Have All Except You) 9. 우리집 10. Woo Woo (이게 말이 돼?) (Acoustic ver.) (Inst.) 11. Salty (Inst.) 12. BOUNCE! (Inst.) 13. 필요해 (Need U) (Inst.) 14. Woo Woo (이게 말이 돼?) (Inst.) 15. Beautiful (Inst.) 16. 너만 빼고 다 있어 (Have All Except You) (Inst.) |
| 2nd Re       | Tiger （2024年7月28日）     | 1. Tiger (New Flavor) 2. Roller Coaster 3. Happy & 4. FUNK JAM 5. Love, Love, Love, Love, Love! 6. Black Down 7. 나의 바다 (Memories of us) |

#### スペシャルアルバム
| No. | タイトル                                 | 収録曲 |
| --- | ---------------------------------------- | --- |
| 1st | Woo Woo (이게 말이 돼?) （2023年1月2日） | 1. Woo Woo (이게 말이 돼?) 2. 너만 빼고 다 있어 (Have All Except You) 3. Woo Woo (이게 말이 돼?) (Inst.) 4. 너만 빼고 다 있어 (Have All Except You) (Inst.) |

#### コンピレーションアルバム
| No. | タイトル                                 | 収録曲                                                                                   |
| --- | ---------------------------------------- | ---------------------------------------------------------------------------------------- |
| 1st | 청춘스타 Special Album （2022年8月21日） | 1. In Summer (여름 안에서) (Performance Ver) 2. In Summer (여름 안에서) (Radio Edit Ver) |

### 日本

#### シングル
| No. | タイトル                    | 収録曲 |
| --- | --------------------------- | --- |
| 1st | NEW STAR （2023年11月29日） | 1. NEW STAR 2. Wormhole : New Track - Japanese ver. - 3. Higher - Japanese ver. -                                                                   |
| 2nd | EVERBLUE （2024年10月9日)   | 1. EVERBLUE 2. Love, Love, Love Love Love! (Japanese Ver.) 3. EVERBLUE (Instrumental) 4. Love, Love, Love Love Love! (Japanese Ver.) (Instrumental) |

## 出演

### テレビ番組

#### オーディション番組
- 『青春スター』（Channel A（韓国）と ABEMA（日本）、2022年5月19日 - 8月4日）

#### バラエティ
2022年
- 『カボジャGO！コリア！ ＃プライベート旅 ＃釜山 ＃木浦 ＃江陵』（テレビ愛知発 テレビ東京系列全国6局ネット、2022年11月5日）「＃木浦パート」にカズタ、ソンユン

2023年
- 『After School Club』（Arirang TV、2023年1月17日）

### 配信番組
2022年
- 『n.SSignal』（YouTube、2022年9月21日 - ）

- 『god의 점심어택! （godのランチアタック）』（NAVER NOW.  2022年8月1日）
- 『꿈이야 （It's A Dream）』（NAVER NOW.  2022年9月20日）
- 『응수C네（Eungsoo's House）』（NAVER NOW.  2022年10月4日、11月4日）

#### 特別番組
2022年
- 『青春スターTOP7初来日公演！15th Special KMF 2022（ペイパービュー）』（ABEMA、2022年10月8日 - 11月7日）
- 『n.SSign初来日記念 LINE LIVE』（LINE LIVE、2022年10月11日）
- 『n.SSign出演 ”n.CHworld Live 2022” in Japan（ペイパービュー）』（ABEMA、2022年12月17日 - 2023年1月15日）

2023年
- 『n.SSign 1ST JAPAN FANMEETING 'SALTY' produced by ABEMA』（ABEMA、2023年2月18日）

### ラジオ番組
2022年
- 『K-Ride』（TBS (韓国) eFM、2022年9月23日）
- 『Radio'n Us』（Arirang Radio、2022年11月16日）ヒョン、ヒウォン
- 『Radio'n Us』（Arirang Radio、2022年12月13日）カズタ、ハンジュン
- 『Radio'n Us』（Arirang Radio、2022年12月20日）ジュニョク、ドハ
- 『IDOL RADIO SEASON3』（MBC、UNIVERSE、2022年12月22日）
- 『Radio'n Us』（Arirang Radio、2022年12月27日）カズタ、ソンユン

2023年
- 『Radio'n Us』（Arirang Radio、2023年1月6日 - 1月27日）1月の毎週金曜日の生放送をヒョンとヒウォンがメインパーソナリティーとして担当し、他のメンバーは週替わりで2人ずつ登場。最終日の1月27日は録音による放送で、病欠のカズタ以外の6人が放送に参加。

## 参考
1. ↑  “PROFILE” (英語). n.SSign Official Site. 2023年9月29日閲覧。
2. ↑   (日本語) [SBSKPOPCON🍿 💫엔싸인💫 데뷔 쇼케이스 (n.SSign Debut Showcase) | 쇼케이스 무대 비하인드 | 230809] 2023年9月29日閲覧。
3. ↑  “n.SSign | プロフィール | ビクターエンタテインメント”. ビクターエンタテインメント | Victor Entertainment. 2023年11月28日閲覧。
4. ↑   (日本語) n.SSign (엔싸인) - 'NEW STAR' MV 2023年11月28日閲覧。
5. ↑  “n․SSign、3人の新メンバーを迎え入れ10人体制で新たにスタート「継続可能なグループへ」”. Kstyle (2023年7月1日). 2023年7月18日閲覧。
6. ↑  “「n.SSign」、先行公開曲「Higher」が日本iTunesのK-POPチャートの上位圏にランクイン…“9日デビュー””. wowKorea (2023年8月3日). 2023年9月30日閲覧。
7. ↑  “n.SSign、8月9日にデビューアルバム「BIRTH OF COSMO」をリリース！プロモーションスケジュールを公開”. Kstyle (2023年7月6日). 2023年7月18日閲覧。
8. ↑  “n․SSign、新メンバー3人が加わりついに正式デビュー！「日本で貴重な経験も…永遠のグループになれて嬉しい」（総合）”. Kstyle (2023年8月9日). 2023年9月30日閲覧。
9. ↑  “「n.SSign」、日本iTunesチャートで1位に…本日（10日）「M COUNTDOWN」に出演”. Korepo (2023年8月10日). 2023年9月30日閲覧。
10. ↑  “週間 デジタルアルバムランキング 2023年08月21日付”. ORICON NEWS (2023年8月21日). 2023年9月30日閲覧。
11. ↑  “n.SSign 1st ARENA CONCERT "BIRTH OF COSMO" チケット情報”. ticketboard. 2023年9月30日閲覧。
12. ↑  “엔싸인, 日 아레나 공연 성료 “도전 힘 실어준 팬들에 감사”” (朝鮮語). 싱글리스트 (2023年11月16日). 2023年11月16日閲覧。
13. ↑  “n.SSign | n.SSign Japan Debut Single「NEW STAR」MV | ビクターエンタテインメント”. ビクターエンタテインメント | Victor Entertainment. 2023年11月28日閲覧。
14. ↑  “大型ルーキーn.SSign 日本デビュー決定！”. ビクターエンタテインメント (2023年9月28日). 2023年9月30日閲覧。
15. ↑  “n․SSign、2月15日に2ndミニアルバム「Happy ＆」を発売…コンセプトフォトを公開”. Kstyle (2024年1月30日). 2025年1月11日閲覧。
16. ↑  “n․SSign ドハ、カムバック直前に活動中断を発表「当分の間治療と回復に専念」”. Kstyle (2024年2月13日). 2025年1月11日閲覧。
17. ↑  “n․SSign、2ndミニアルバムのリパッケージ盤「Tiger」カミングスーンイメージを公開”. Kstyle (2024年6月28日). 2025年1月11日閲覧。
18. ↑  “n․SSign パク・ヒョン、グループを脱退…俳優への転身を発表（公式）”. Kstyle (2024年8月5日). 2025年1月11日閲覧。
19. ↑  “n․SSign、待望の日本2ndシングル「EVERBLUE」を10月9日に発売決定”. Kstyle (2024年7月28日). 2025年1月11日閲覧。
20. ↑  “n․SSign ジュニョク＆エディが脱退へ…事務所が発表「本人たちの意思を尊重」”. Kstyle (2024年12月9日). 2025年1月11日閲覧。
21. ↑  “n․SSign、メンバー脱退後…12月30日にカムバック決定！ドハが復帰し7人体制に”. Kstyle (2024年12月11日). 2025年1月11日閲覧。
22. ↑  “n․SSign、カムバックショーケースが中止へ…3rdミニアルバムは予定通り発売”. Kstyle (2024年12月30日). 2025年1月11日閲覧。
23. ↑  “n․SSign「ミュージックバンク」でデビュー後初の音楽番組1位を獲得！感激の涙も”. Kstyle (2024年1月11日). 2025年1月11日閲覧。
24. ↑  “n.SSign Profile Shorts ‘Who is n.SSign?’ - YouTube” (2023年8月7日). 2023年8月12日閲覧。
25. ↑  “아티스트 채널 KAZUTA (n.SSign)”. 2023年8月12日閲覧。
26. ↑   (日本語) 日本人が最高得点を記録！2PM「My House」の圧巻パフォーマンスに観客もスタンディングオベーション| 日韓男女グローバルオーディション『青春スター』ABEMAで配信中 2023年11月16日閲覧。
27. ↑  “아티스트 채널 DOHA (n.SSign)”. 2023年8月12日閲覧。
28. ↑  “아티스트 채널 SUNGYUN(n.SSign)”. 2023年8月12日閲覧。
29. ↑  “아티스트 채널 HANJUN(n.SSign)”. 2023年8月12日閲覧。
30. ↑  “아티스트 채널 HUIWON(n.SSign)”. 2023年8月12日閲覧。
31. ↑  ”NCT DREAM - Dunk Shot”
32. ↑  “아티스트 채널 PARK HYUN(n.SSign)”. 2023年8月12日閲覧。
33. ↑  “아티스트 채널 JUNHYEOK (n.SSign)”. 2023年8月12日閲覧。
34. ↑  オンライン音源サイトで発売される前に、日本で2022年12月4日と12月11日に行われた”n.CH WORLD Live 2022 in Japan”会場にて、プラットフォームアルバムという形式で限定発売。韓国では、2023年1月14日に行われたファンミーティングの会場にてプラットフォームアルバムを限定発売。
35. ↑  デジタルアルバムのため配信のみ。『青春スター』の最終話（12話）にて披露。”Performance Ver”ではその時の曲のアレンジが使われている。DEUXの歌のカバーで、オリジナル曲は1994年に発売された。